# Only Angels Have Wings
Only Angels Have Wings is een film uit 1939 onder regie van Howard Hawks.

## Verhaal
Bonnie gaat met haar boot naar een klein vliegveld in Zuid-Amerika. Er wordt gewaarschuwd voor gevaren in de bergen en wanneer ze er naar vraagt, doen mensen afstandelijk tegen haar...

## Rolverdeling
| Acteur                | Personage                |
| --------------------- | ------------------------ |
| Cary Grant            | Geoff Carter             |
| Jean Arthur           | Bonnie Lee               |
| Richard Barthelmess   | Bat Kilgallen            |
| Rita Hayworth         | Judith 'Judy' MacPherson |
| Thomas Mitchell       | Kid Dabb                 |
| Allyn Joslyn          | Les Peters               |
| John Carroll (acteur) | Gent Shelton             |
| Sig Ruman             | John "Dutchy" Van Ruyter |